# Alexander William Williamson
Alexander William Williamson (ur. 1 maja 1824 w Wandsworth, zm. 6 maja 1904 w Haslemere) – chemik angielski. Prowadził badania alkoholi i eterów. Zsyntetyzował glikol etylenowy. Opracował metodę otrzymywania eterów niesymetrycznych znaną obecnie jako synteza Williamsona.
Pochowany został na Brookwood Cemetery w hrabstwie Surrey.